# Zuidelijke bosrandroofvlieg
De zuidelijke bosrandroofvlieg (Neoitamus socius) is een vliegensoort uit de familie van de roofvliegen (Asilidae). De wetenschappelijke naam van de soort is voor het eerst geldig gepubliceerd in 1871 door Loew.